# Oakland San Francisco öböl repülőtér
A Oakland San Francisco öböl repülőtér (IATA: OAK, ICAO: KOAK) az Amerikai Egyesült Államok egyik jelentős nemzetközi repülőtere, amely Oakland közelében található. Éves utasforgalma 11 146 229 fő (2022).

## Légitársaságok és úticélok
2024-ben az Oaklandi nemzetközi repülőtérről az alábbi járatok indulnak:

### Személy
| Légitársaság         | Célállomások | Források |
| -------------------- | --- | -------- |
| Advanced Air         | Crescent City | [ 1 ]    |
| Alaska Airlines      | Portland (OR), Seattle/Tacoma | [ 2 ]    |
| Allegiant Air        | Bellingham Szezonális: Bozeman, Glacier Park/Kalispell, Idaho Falls, Missoula | [ 3 ]    |
| Azores Airlines      | Szezonális: Terceira | [ 4 ]    |
| Delta Air Lines      | Atlanta, Salt Lake City | [ 5 ]    |
| Delta Connection     | Salt Lake City | [ 5 ]    |
| Hawaiian Airlines    | Honolulu, Lihue Szezonális: Kahului | [ 6 ]    |
| JSX                  | Burbank, Las Vegas | [ 7 ]    |
| Southwest Airlines   | Albuquerque, Austin, Baltimore, Boise, Burbank, Chicago–Midway, Dallas–Love, Denver, Eugene, Honolulu, Houston–Hobby, Kahului, Kailua-Kona, Kansas City, Las Vegas, Lihue, Long Beach, Los Angeles, Nashville, Ontario, Orange County, Palm Springs, Phoenix–Sky Harbor, Portland (OR), Reno/Tahoe, Salt Lake City, San Diego, San José del Cabo, Santa Barbara, Seattle/Tacoma, Spokane, St. Louis Szezonális: Atlanta | [ 8 ]    |
| Spirit Airlines      | Burbank, Las Vegas, Los Angeles, Newark (vége 2024. szeptember 10-től), Orange County, San Diego | [ 10 ]   |
| Sun Country Airlines | Szezonális: Minneapolis/St. Paul | [ 11 ]   |
| Viva Aerobus         | Guadalajara (kezdődik 2024. december 2-től), Monterrey | [ 14 ]   |
| Volaris              | Guadalajara, León/Del Bajío, Mexico City, Monterrey (kezdődik 2024. november 5-től), Morelia | [ 16 ]   |
| Volaris El Salvador  | San Salvador | [ 16 ]   |

### Cargo
| Légitársaság                                   | Célállomások | Források |
| ---------------------------------------------- | --- | -------- |
| Aeronaves TSM az USA Jet Airlines megbízásából | El Paso, Laredo |          |
| FedEx                                          | Anchorage, Cincinnati, Fort Worth/Alliance, Fresno, Honolulu, Indianapolis, Las Vegas, Los Angeles, Memphis, Minneapolis/St. Paul, Newark, Ontario, Osaka–Kansai, Phoenix–Sky Harbor, Portland (OR), Reno/Tahoe, Salt Lake City, San Diego, Seattle/Tacoma, Shanghai–Pudong, Tokyo–Narita, Vancouver |          |
| United Parcel Service                          | Boise, Chicago–Rockford, Columbia (SC), Dallas/Fort Worth, Louisville, Ontario, Philadelphia, Portland (OR), San Bernardino, Salt Lake City |          |

## Futópályák
A repülőtér futópályái:
- 10L/28R (5458 ft, 150 ft, aszfalt)
- 10R/28L (6213 ft, 150 ft, aszfalt)
- 12/30 (10 520 ft, 150 ft, aszfalt)
- 15/33 (3376 ft, 75 ft, aszfalt)

## Forgalom
Az utasforgalom az elmúlt években az alábbi módon változott:
| Utasok száma | 9 231 280 | 11 713 225 | 14 098 327 | 14 692 875 | 9 652 782 | 10 040 864 | 11 205 063 | 13 072 245 | 4 622 029 | 11 239 075 |
|              | 1998      | 2001       | 2004       | 2006       | 2009      | 2012       | 2015       | 2017       | 2020      | 2023       |